# Joug tatar

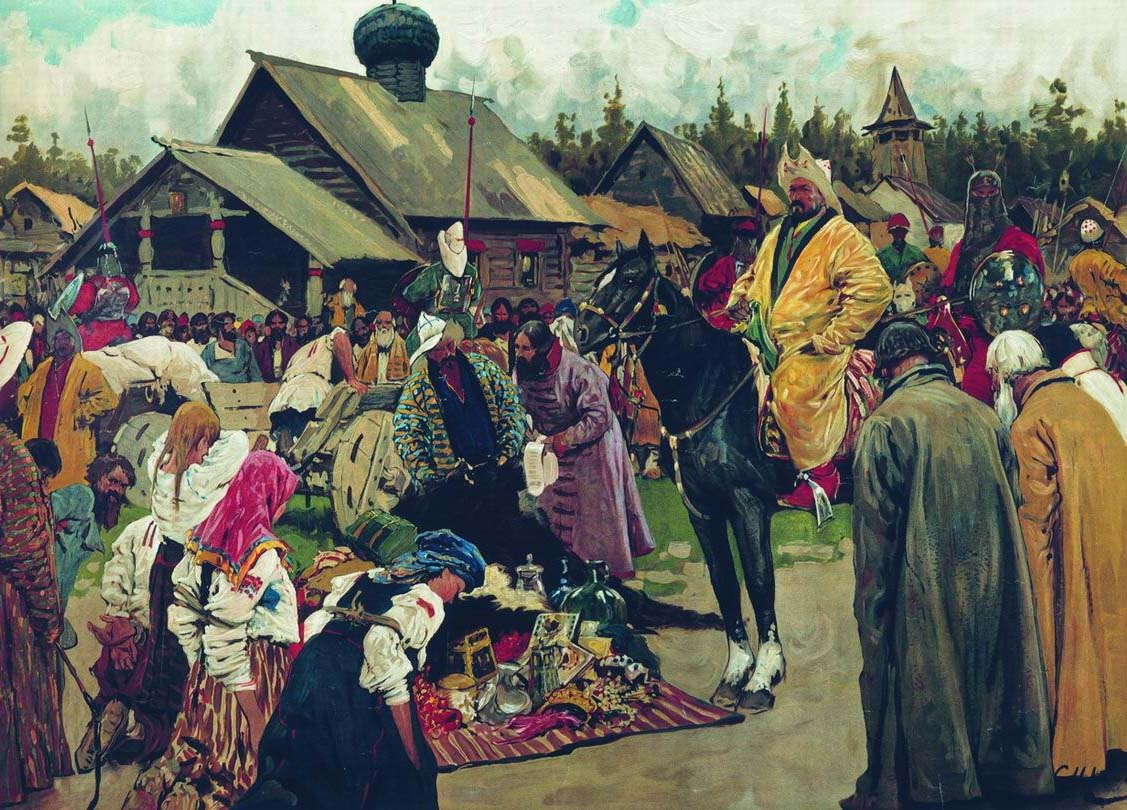
Un collecteur de taxes mongol dans un village Rus', au XIIIe siècle (tableau de 1902).

Le joug tatar (ou joug mongol) est la période pendant laquelle la Rus' (ou Ruthénie) est sous domination des khans mongols de la Horde d'or. Elle débute par l'invasion de la Rous' par les Mongols de Batu à partir de 1236 et s'achève en 1480 lorsque Ivan III refuse de payer le tribut demandé par les Mongols. Outre les conséquences immédiates qu'une telle domination étrangère ne peut qu'exercer sur une nation, le joug tatar « a laissé, dans la conscience slave populaire, un souvenir précis et sans nuance : celui d'un pouvoir étranger, de l'esclavage, de la contrainte et de l'arbitraire ». Cependant, les historiens s'accordent à penser que cette période n'a pas été sans effet bénéfique sur la Moscovie, notamment en unifiant un territoire qui se trouvait, au début du XIIIe siècle, morcelé en une multitude de principautés rivales.

## Chronologie

### L'invasion mongole
En 1221 et 1222, deux lieutenants de Gengis Khan, Djebé et Subötaï, à la poursuite d'un de leurs ennemis, franchissent le Caucase, entrent sur le territoire de la Rus' et y affrontent certains princes rus' coalisés lors d'une bataille sur les bords de la rivière Kalka. Après leur victoire, les Mongols s'en retournent en Asie, non sans avoir pillé sur leur passage, avec une seule défaite devant les murailles de Bolghar, capitale des Bulgares de la Volga. Les princes de la Rus' ont été vaincus par une armée nettement inférieure en nombre, notamment en raison de leurs querelles intestines et de leur manque d'unité.
En 1235, après la mort de Gengis Khan, les dirigeants de l'Empire mongol lancent une vaste campagne de conquête. L'armée destinée à envahir l'Ouest est dirigée par Batu et composée de trente mille hommes. Batu franchit la Volga et pénètre en Rus' en 1237. Les villes tombent les unes après les autres, souvent rapidement, les habitants étant en général massacrés. Kiev résiste, mais est prise en décembre 1240 et presque anéantie. Les mongols progressent jusqu'à l'Adriatique. À la suite de la mort du khan Ögödei, Batu doit regagner la Mongolie pour participer à la désignation de son successeur. Les Mongols quittent l'Europe centrale, mais Batou installe son campement à Saraï, sur la Volga, en 1243. Commence alors la domination des Mongols sur la Rus'.

### La domination mongole
Étant très peu nombreux, les Mongols ne colonisent pas les territoires conquis, ni même, souvent n'y installent des garnisons. Leur religion n'est pas non plus imposée aux vaincus. Seules deux exigences sont formulées : reconnaissance du Khan comme chef et paiement d'un tribut. Les chefs locaux sont maintenus, pourvus qu'ils prêtent allégeance (fidélité et obéissance) à Batou, puis à ses successeurs. En échange de cette allégeance et de ce paiement, les chefs locaux reçoivent protection de la part des Mongols. Le Iarlyk est accordé dans la ville nomade de Saraï, il s'agit d'une autorisation à régner octroyée aux princes, mais aussi à leurs subalternes, par le Khan en personne.
Le premier à recevoir le Iarlyk est Iaroslav II Vladimirski, grand-prince de Vladimir, qui devient ainsi prince de toutes les Russies. En 1245, les trois principaux princes de la Rus' : Iaroslav II Vladimirski, Michel de Tchernigov et Daniel de Galicie sont convoqués à Saraï. Daniel respecte tous les usages de la cour mongole, parmi lesquels se trouve le fait de s'incliner en mémoire de Gengis Khan. Michel refuse, et est exécuté dans des conditions qualifiées d'atroces (il sera canonisé par l'Église orthodoxe). Iaroslav, en conflit avec la femme de Batou, meurt quelques jours plus tard, peut-être empoisonnée.

## Sources et bibliographie
- René Grousset, L'Empire des steppes : Attila, Gengis-Khan, Tamerlan, Payot, 1965 (réimpr. 2001), 4e éd., 651 p. (ISBN 2228881309, lire en ligne)
- Michel Heller (trad. du russe par Anne Coldefy-Faucard), Histoire de la Russie et de son empire, Paris, Flammarion, coll. « Champs Histoire », 2009 (1re éd. 1997), 985 p. [détail de l’édition] (ISBN 2081235331)Le chap. « Le Joug mongol », p. 82-141 est consacré à ce sujet.
- Tamara Kondratieva, La Russie ancienne, Paris, Presses universitaires de France, coll. « Que sais-je ? », 1996, 127 p. (ISBN 2-13-047722-4)En particulier le chap. 3 : « La période mongole ».